# Stanisław Łepkowski
Stanisław Łepkowski (Krakkó, 1892. október 15. – Pretoria, 1961. augusztus 15.) lengyel jogász, diplomata, 1936 és 1939 között a Lengyel Köztársaság Elnöke Polgári Hivatalának kabinetfőnöke, a második világháború előtt a lengyel–magyar kapcsolatok kiemelkedő alakja.

## Élete
Jogi diplomáját Krakkóban a Jagelló Egyetemen szerezte, majd tanulmányait a bécsi Közgazdasági Egyetemen folytatta. 1919 áprilisában lépett diplomáciai szolgálatba a Második Lengyel Köztársaság képviselőjeként. Először másodtitkár volt a New York-i lengyel főkonzulátuson, ezt követően pedig 1920 áprilisa és júliusa között a chicagói lengyel konzulátuson szolgált hasonló minőségben.
1920. augusztus 2-án kinevezték az Államfői Hivatal (lengyelül: Naczelnik Państwa) Polgári Kabinetirodához, ahol 1923. július 1-jéig dolgozott. 1921. május 6-ig Józef Piłsudski marsall segédtisztje (adjutánsa) volt. 1923. július 1-jén a Lengyel Köztársaság képviseletét Danzig Szabad Városban ellátó általános hivatalba (Komisariat Generalny Rzeczypospolitej Polskiej w Wolnym Mieście Gdańsku) kapott kinevezést mint a jogi ügyek titkára, majd ugyanezt a funkciót töltötte be Lengyelország moszkvai követségén is. 1926 és 1927 folyamán főosztályvezető-helyettesi beosztása volt a Külügyminisztérium Politikai és Gazdasági Főosztályán. 1927. november 1-jén ismét az Amerikai Egyesült Államokba rendelték. A Lengyel Köztársaság washingtoni követségére került, ahol I. osztályú követségi tanácsossá léptették elő. 1930. február 19-én nagykövetségi tanácsosi címet nyert.
1931. május 22-én nevezték ki budapesti lengyel követnek. Magyarországi tisztségét közel öt éven át látta el, egészen 1936. május 15-ig. Ekkor az időközben átalakult Köztársasági Elnöki Hivatal Polgári Kabinetjének (Kancelarii Cywilnej Prezydenta RP) vezetője lett Ignacy Mościcki köztársasági elnök mellett, tisztségét 1939-ig látta el. A II. világháború idején, Władysław Raczkiewicz köztársasági elnök működése alatt, a Polgári Kabinet első vezetője volt, utána Lengyelország főkonzulja Pretoriában. A háború után a Dél-afrikai Unióban telepedett le, itt halt meg 1961-ben.
Tagja volt a lengyel–magyar kapcsolatok ápolását célul tűző Magyar Mickiewicz Társaságnak. Részt vett a budapesti Lengyel légionisták emlékművének avatásán. A Magyar Érdemrend nagykeresztje kitüntetettje.

## Fordítás
- Ez a szócikk részben vagy egészben a Stanisław Łepkowski című lengyel Wikipédia-szócikk ezen változatának fordításán alapul.  Az eredeti cikk szerkesztőit annak laptörténete sorolja fel. Ez a jelzés csupán a megfogalmazás eredetét és a szerzői jogokat jelzi, nem szolgál a cikkben szereplő információk forrásmegjelöléseként.